# Alfa Romeo Sbarro Diva
L'Alfa Romeo Diva, è una concept car sportiva progettata dal Centro Stile Alfa Romeo e da Franco Sbarro, in collaborazione con la società di ingegneria Elasis (società di Fiat Group).
Fu presentata al Salone di Ginevra del 2006.

## Contesto
La vettura si pone come erede spirituale della Alfa Romeo 33 Stradale, della quale reinterpreta il design in chiave moderna, con doti stradali del tutto simili alla sua antenata.

## Tecnica
La Diva è costruita intorno all'ultima evoluzione del propulsore V6 Busso trasversale, con una cilindrata di 3,2 litri, il quale, erogante 300 cv, spinge la vettura alla velocità di 270 km/h. Esso è collocato al di sotto di un carter paracalore ed è abbinato ad un cambio Selespeed a 6 marce, collocato in blocco a tre assi. Caratteristica fondamentale della concept car è l'estrema leggerezza che consente grande agilità e prestazioni particolarmente elevate dovute anche alla trazione posteriore. L'impianto di illuminazione sfrutta la tecnologia LED. Agli angoli esterni della carrozzeria sono stati posti diversi spoiler per migliorare l'aerodinamicità della vettura, mentre il raffreddamento dell'impianto frenante composto da dischi forati avviene tramite alcune prese d'aria poste nella parte bassa del paraurti anteriore. All'estremità di queste prese d'aria si trovano gli indicatori di direzione. Le portiere sfruttano una soluzione ad ala di gabbiano e sono incernierate al centro del tetto. Gli specchietti retrovisori sono stati posti alle estremità superiori del telaio per migliorare ancora di più l'aerodinamicità complessiva della vettura. Il bocchettone per il rifornimento del carburante deriva da quelli impiegati sulle vetture da competizione. Gli interni sono anch'essi ispirati alle auto da corsa, in quanto ospitano due sedili sportivi parzialmente in pelle dotati di cinture a quattro punti, volante sportivo Momo, bocchette di ventilazione e una console centrale su cui campeggiano numerosi manettini per la gestione dei parametri della vettura. La cellula centrale del telaio è stata costruita in carbonio per aumentare la rigidità e contenere i pesi. Le sospensioni a quadrilatero sfruttano la configurazione push-rod con Rocker.

## Caratteristiche tecniche
Dichiarate dal costruttore
- carrozzeria: coupé 2 posti con motore posteriore centrale
- motore Alfa Romeo V6 Busso 3.200 cm³
- potenza: 290 cv a 6200 giri/minuto
- cambio: robotizzato Selespeed a 6 marce
- distribuzione pesi: 40% anteriore / 60% posteriore
- velocità massima: >270 km/h
- accelerazione da 0 a 100: 4,8 secondi.